# Лебедь OB9
Лебедь OB9 — OB-ассоциация в созвездии Лебедя. Находится вблизи ассоциации Лебедь OB2. Область погружена в более крупную область звездообразования, называемую  Лебедь X, являющуюся одним из самых ярких объектов в радиодиапазоне. Область находится на расстоянии около 5 тысяч световых лет от Солнца.
Хотя в ассоциации Лебедь OB9 находится много ярких звёзд спектральных классов O и B, сама ассоциация находится для земного наблюдателя за массивным пылевым облаком, называемым Большим Провалом.
| Название                 | Спектральный класс | Светимость (L⊙) | Масса (M⊙) |
| ------------------------ | ------------------ | --------------- | ---------- |
| V2245 Лебедя (HD 229196) | O5                 | 255900          | 61.6       |
| ALS 11244                | O5If               | 125900          | 40.1       |
| BD+39 4177               | O6.5               | 136800          | 39.3       |
| HD 229250                | O7                 | 110700          | 33.9       |
| BD+39 4168               | O7                 | 123600          | 37.3       |
| HD 229202                | O8V                | 62500           | 25         |